# Dehesa
En dehesa (spansk udtale: [de'esa]) er et multifunktionelt, landbrugssystem (en type skovlandbrug) og kulturelt landskab i det sydlige og centrale Spanien og det sydlige Portugal, hvor det er kendt som en montado. Navnet er afledt af latin defensa (indhegnet), og referere til at arealet typisk er indhegnet, og normalt bruges til græsgange.
Dehesas kan være private eller fællesejede (normalt ejet af en kommune). De bliver primært brug til græsning, og producerer en række produkter inklusive ikke-tømmerrelaterede skovprodukter som vildt, spiselige svampe, honning, kork og brænde. De bruges også til at have spansk kampkvæg og iberisk svin på. 
De primære træer er eg, normalt (Quercus rotundifolia) og korkeg (Quercus suber). Andre egetræer inkluderer melojo (Quercus pyrenaica) og quejigo (Quercus faginea), der bruges til at danne en dehesa, og sorterne afhænger af geografisk placering og højde.
Dehesaer er et menneskeskabt system, der både giver fødevarer og habitater til dyreliv til truede arter som bl.a. spansk kejserørn.